# Kuldscha brunneofasciata
Kuldscha brunneofasciata là một loài bướm đêm trong họ Geometridae.